# Protohermes striatulus
Protohermes striatulus là một loài côn trùng trong họ Corydalidae thuộc bộ Megaloptera. Loài này được Navás miêu tả năm 1926.